# Ladina
Ladina is een plaats in de gemeente Dubrava in de Kroatische provincie Zagreb. De plaats telt 125 inwoners (2001).